# Гав д'Осо
Гав д'Осо је река у Француској. Дуга је 80 km. Улива се у Гав д'Олорон. 